# پایگاه جهنمی
پایگاه جهنمی فیلمی به کارگردانی و نویسندگی اکبر صادقی محصول سال ۱۳۶۳ است.

## داستان
خبر ساخت یک پایگاه قدرتمند دشمن در خاک خود به ستاد عملیات نیروی دریایی ارتش ایران می‌رسد. یک تیم چهار نفره به فرماندهی ستوان بای (در نقش دریادار عیسی حسینی بای) انتخاب می‌شود تا این پایگاه جهنمی را منهدم کنند. در آغاز این مأموریت سرنوشت هر چهار نفر تغییر می‌کند و شرایط سختی بر آن‌ها حاکم می‌شود.
این فیلم بر اساس یک داستان واقعی از یکی از مهم‌ترین عملیات‌های کماندویی ارتش جمهوری اسلامی ایران در زمان جنگ تحمیلی، بنام «چشم دشمن» ساخته شده است که اجرا و فرماندهی عملیات بر عهدهٔ امیر دریادار عیسی حسینی بای از کماندوهای زبده نیروی دریایی بوده است.
این تیم کماندویی طی چندین مرحله عملیات شناسایی، با نفوذ چندین کیلومتری به داخل خاک عراق و نهایتاً انهدام این پایگاه راداری موشکی، به سلامت به داخل خاک کشور بازمی‌گردند.

## بازیگران
- فرامرز قریبیان
- جمشید هاشم‌پور
- کاظم افرندنیا
- حسین ملاقاسمی
- علی محزون
- زکریا هاشمی
- بهزاد رحیم‌خانی
- علی برجسته
- شاپور بخشایی
- تقی محمودی
- ندا گمرکی
- شیرین بختیاری
- رضا ذوالفقاری
- مجید میرزاییان